# Franklin E. Zimring

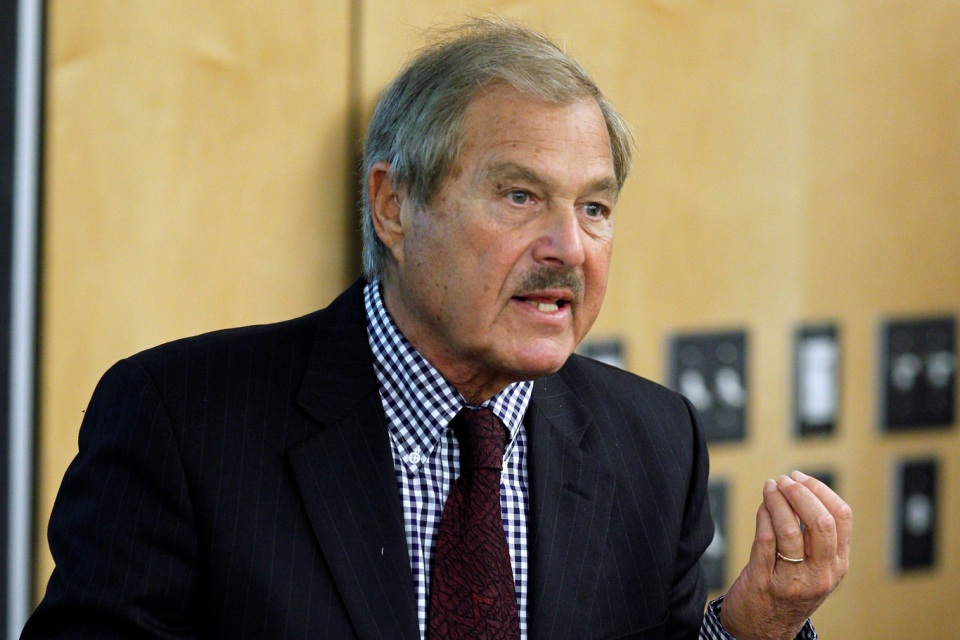
Franklin E. Zimring

Franklin E. Zimring (* 1942) ist ein US-amerikanischer Rechtswissenschaftler und Kriminologe. Er ist emeritierter Professor der University of California, Berkeley. 2020 wurde er mit dem Stockholm Prize in Criminology ausgezeichnet. Er ist Autor zahlreicher Studien zu Themen wie Abschreckung, Todesstrafe, Ausmaß der Inhaftierung und Drogenkontrolle.
Zimring machte seinen Bachelor-Abschluss 1963 an der Wayne State University und den Juris Doctor (J.D.) an der University of Chicago, wo er auch seine Professorenstelle erhielt. 1985 wechselte er nach Berkeley.

## Schriften (Auswahl)
- The insidious momentum of American mass incarceration. Oxford University Press, New York 2020, ISBN 9780197513200.
- When police kill. Harvard University Press, Cambridge (Mass.) 2017, ISBN 9780674972186.
- The great American crime decline. Oxford University Press, New York 2007, ISBN 9780195181159.
- The contradictions of American capital punishment. Oxford University Press, New York 2003, ISBN 0195152360.